# Mao Anying
Mao Anying (chinês: 毛岸英, pinyin: Máo Ànyīng) (Changsha, 24 de outubro de 1922 - Tongchang, 25 de novembro de 1950) foi o filho mais velho do líder chinês Mao Tse Tung. Ele foi educado em Moscou e morreu durante um ataque aéreo, servindo como voluntário durante a Guerra da Coreia.
Nasceu na cidade de Changsha na província de Hunan na China em finais de 1922. Em 1930, enquanto seu pai estava na clandestinidade, sua mãe Yang Kaihui foi detida pelas forças do Kuomintang, sendo torturada e assassinada em sua presença. Anying tinha então oito anos. Juntamente com seu irmão mais novo conseguiu fugir para Xangai, onde eles foram protegidos por agentes clandestinos do Partido Comunista Chinês, depois de terem que mendigar nas ruas da cidade. Em 1936, ele foi levado para Paris e depois para Moscou, onde estudou sob a proteção do regime de Stalin, seguindo uma tradição dos líderes comunistas.  Em seguida, entrou para o Exército Vermelho, participando da Segunda Guerra Mundial na Frente Oriental. Neste momento utilizava o pseudônimo Xie Liaosha (謝廖沙). Regressou à China em 1946, se casando em outubro de 1949.
Em 1950, se alistou no exército de voluntários chineses que participariam na Guerra da Coreia, sob o comando de Peng Dehuai, atravessando o rio Yalu em 25 de outubro com o exército principal. Um mês depois, em 25 de novembro enquanto servia como um tradutor de russo no quartel general de Peng, morreu durante um ataque aéreo dos Estados Unidos. Ele tinha 28 anos. As notícias de sua morte foram atrasadas temendo a reação de Mao. Seria por Zhou Enlai que Mao Tse Tung saberia do destino de seu filho. Quando informado, caiu em um estado contemplativo no qual declarou: "Na guerra há sacrifícios. Sem sacrifícios não há vitória".